# Salisbury City FC
Salisbury City FC was een Engelse voetbalclub uit Salisbury, Wiltshire.
De club werd in 1947 opgericht als Salisbury FC. Er bestond al een club Salisbury City die verdween voor de Tweede Wereldoorlog maar is niet dezelfde als de huidige club. Salisbury sloot zich aan bij de Western League en werd meteen kampioen in de Second Division. De titelwedstrijd tegen Weymouth FC werd gespeeld voor 8902 toeschouwers, een record dat nooit verbroken werd. Salisbury bleef tot 1968 in de Western League en won de titel in 1958 en 1961. Ook werd 4 keer de eerste ronde van de FA Cup bereikt en één keer de tweede ronde.
In 1968 werd de club dan toegelaten tot de Southern League maar had daar minder succes. Na een 2de plaats achter Cambridge City in 1986 promoveerde de club naar de Premier Division maar moest na één seizoen weer een stapje terugzetten.
De naam City werd in 1993 in de naam opgenomen. In 1995 promoveerde de club opnieuw nadat er werken aan het stadion hadden plaatsgevonden, twee jaar eerder werd de club niet goed genoeg bevonden voor de Premier Division vanwege de staat van het stadion. Na 7 seizoenen degradeerde de club. Door herstructurering van de League belandde de club in de Isthmian League Premier Division maar schakelde na één seizoen terug over op de Southern League. Daar werd meteen de titel gehaald en promoveerde naar de Conference South, daar werd de club vicekampioen en kon via de eindronde opnieuw promoveren.
In de FA Cup van 2006/07 spartelde Salisbury door de voorrondes en versloeg in de eerste ronde Fleetwood Town. In de 2de ronde wachtte 2-voudig Europacup I winnaar Nottingham Forest. Na een 1-1 moest er een replay gespeeld worden die evenwel door Forest gewonnen werd met 2-0. In 2014 werd de club uit de Conference gesloten wegens de schuldenberg. De club kon de schulden niet verhelpen en werd datzelfde jaar opgeheven. Een nieuwe club werd vervolgens opgericht, Salisbury FC.